# Коммелиноцветные
Коммелиноцве́тные (лат. Commelináles) — по современной классификации APG IV порядок цветковых растений, включающий 5 семейств, 59 родов и 928 ботанических видов. Порядок входит в дочернюю кладу Коммелиниды клады Монокоты, входящей в кладу Цветковые растения.
Виды этого порядка распространены большей частью в тропических и субтропических областях обоих полушарий.
Один из немногих видов этого порядка, встречающийся на территории России и сопредельных стран, — Коммелина обыкновенная (Commelina communis), злостный сорняк.

## Представители порядка
Многие представители порядка — обитатели различных водоёмов. Одно из таких растений — Эйхорния (Eichhornia), или водяной гиацинт: вывезенное в XIX веке из Южной Америки, оно заполонило реки и озёра в Северной Америке и Азии, препятствуя судоходству и засоряя рисовые поля. Это растение часто выращивают в домашних аквариумах, а также в оранжерейных бассейнах по всему миру.
Среди коммелиноцветных немало декоративных растений, выращиваемых как оранжереях и как комнатные растения: это в первую очередь различные виды Традесканций (Tradescantia), а также представители родов Анигозантос (Anigozanthos), Вахендорфия (Wachendorfia), Гемодорум (Haemodorum), Зебрина (Zebrina), Ксифидиум (Xiphidium), Филидрум (Philydrum).
Есть среди коммелиноцветных и растения, употребляемые в пищу: например, Гангуана (Hanguana), Монохория (Monochoria), некоторые виды Коммелины (Commelina).

## Классификация
В системе классификации Кронквиста (1981) порядок Commelinales входит в подкласс Commelinidae класса Liliopsida.
В системе классификации Тахтаджяна (1997) порядок Коммелиноцветные (Commelinales) входит в состав надпорядка Commelinanae подкласса Commelinidae класса Liliopsida. По сравнению с Системой APG II Коммелиноцветные понимаются в Системе Тахтаджяна в более узком смысле.
По современной классификации APG IV порядок Коммелиноцветные включает 5 семейств, 59 родов и 928 ботанических видов:
- Commelinaceae Mirb. (1804), nom. cons. — Коммелиновые - 39 родов, 756 видов
- Haemodoraceae R.Br. (1810), nom. cons. — Гемодоровые - 14 родов, 109 видов
- Hanguanaceae Airy Shaw (1964) — Гангуановые, монотипное, включает 1 род Гангуана и 18 видов
- Philydraceae Link (1821), nom. cons. — Филидровые - 3 рода, 6 видов
- Pontederiaceae Kunth (1816), nom. cons. — Понтедериевые - 2 рода, 39 видов

nom. cons. — лат. nomen conservandum: консервируемое название, использование которого официально разрешено, несмотря на то, что оно противоречит одному или нескольким положениям Международного кодекса ботанической номенклатуры (МКБН)

### Таксономическое положение[2]
- Commelinales Mirb. ex Bercht. & J. Presl, 1820, Prir. Rostlin 267

Порядок Коммелиноцветные включается в дочернюю кладу Коммелиниды клады Монокоты, входящей в кладу Цветковые растения. Кладограмма в соответствии с Системой APG IV:
|  |                          |  |                                   | порядок Коммелиноцветные |  | 5 семейства |  | 59 родов |  | 928 видов |
|  |                          |  |                                   | порядок Коммелиноцветные |  | 5 семейства |  | 59 родов |  | 928 видов |
|  | клада Цветковые растения |  |                                   |                          |  |             |  |          |  |           |
|  |                          |  |                                   |                          |  |             |  |          |  |           |
|  |                          |  | ещё 63 порядка цветковых растений |                          |  |             |  |          |  |           |
|  |                          |  |                                   |                          |  |             |  |          |  |           |